# Schübelbach
Schübelbach je obec ve švýcarském kantonu Schwyz. Žije zde přibližně 9 200 obyvatel.
K Schübelbachu patří také vesnice Buttikon a část obce Siebnen.

## Geografie

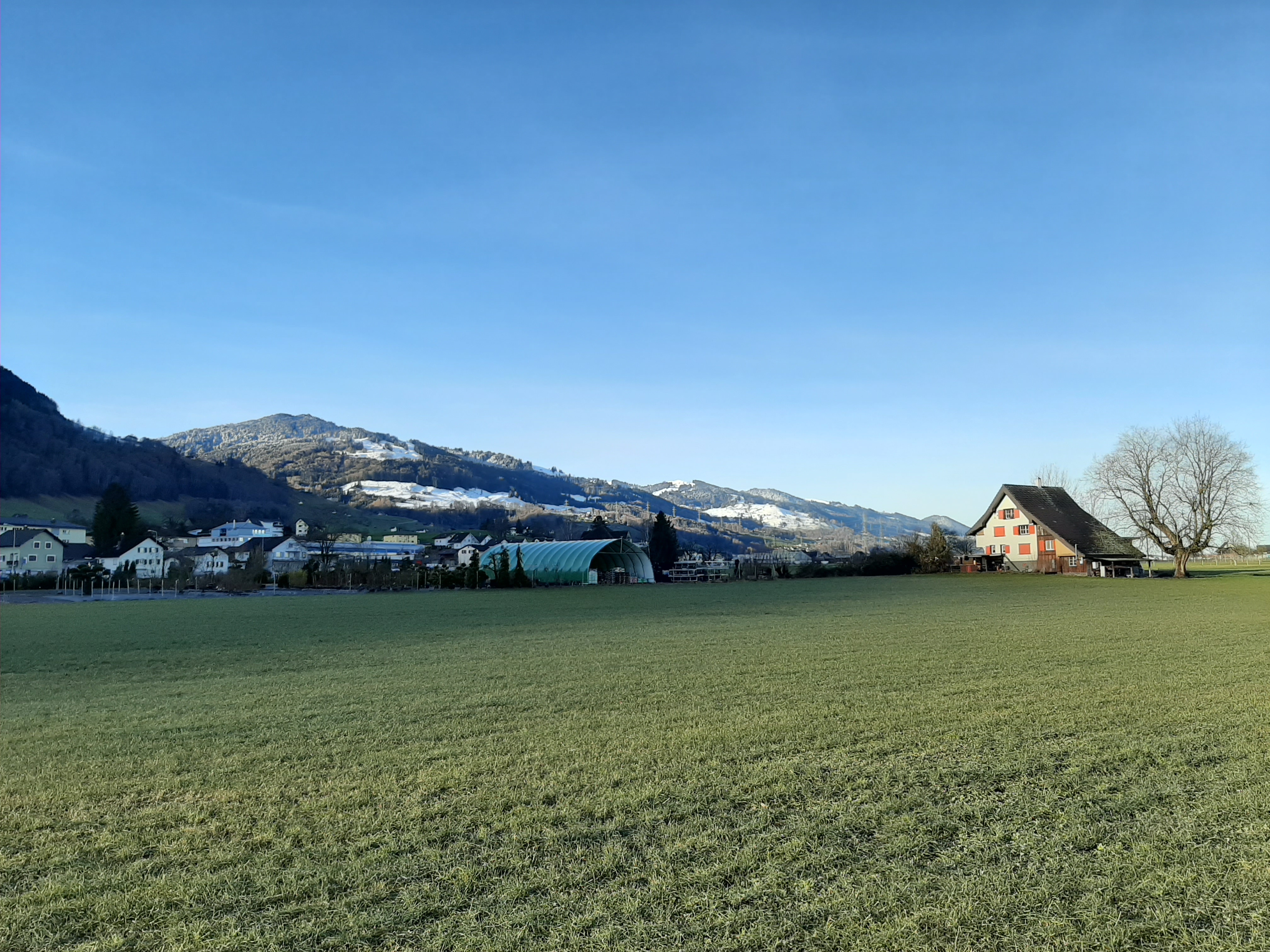
Schübelbach

Schübelbach leží v blízkosti horní části Curyšského jezera a táhne se od Chopfenbergu ve výšce 1879 metrů až po řeku Linth. Schübelbachner Bann, lesní oblast mezi Müllerspitzem a Stockbergem, zaujímá 43 % rozlohy obce; je strmá a nepříliš produktivní. Polovinu území tvoří dno údolí v nivě Linthu a je zemědělsky využíváno. Politická obec Schübelbach zahrnuje obce Schübelbach, Buttikon a východní, větší část Siebnen a leží na dopravní ose Curych–Chur. Území obce je ohraničeno především řekami a potoky (Wägitaler Aa, Trepsenbach, Mühlebach). V obci se nachází kopec Stockberg, oblíbený turistický vrchol a vyhlídkový bod.

## Historie

Letecký pohled (1953)

První zmínka o Siebnenu pochází z roku 972 z opatství Einsiedeln. Buttikon je pod jménem Butinchouen zmiňován v roce 1045, kdy klášter Schänis měl v oblasti rozsáhlé majetky. Teprve v roce 1184 je obec Schübelbach zmiňována jako Subelnebach v listině papeže Lucia III.
V polovině 19. století byly v důsledku zákona o boji proti bezdomovectví naturalizovány jenišské rodiny. Schübelbach ležel u jezera Tuggnersee. Toto jezero bylo pevně spojeno s Curyšským jezerem a jezerem Walensee, dnes je však zaneseno a zaniklo. V důsledku toho museli obyvatelé Schübelbachu, kteří dříve neměli vlastní kostel, jezdit na bohoslužby lodí do Tuggenu.

## Obyvatelstvo
| Rok            | 1743 | 1850 | 1900 | 1950 | 1960 | 1970 | 1980 | 1990 | 2000 | 2005 |
| Počet obyvatel | 1168 | 2041 | 2206 | 2714 | 3206 | 4395 | 4633 | 6232 | 6996 | 7557 |

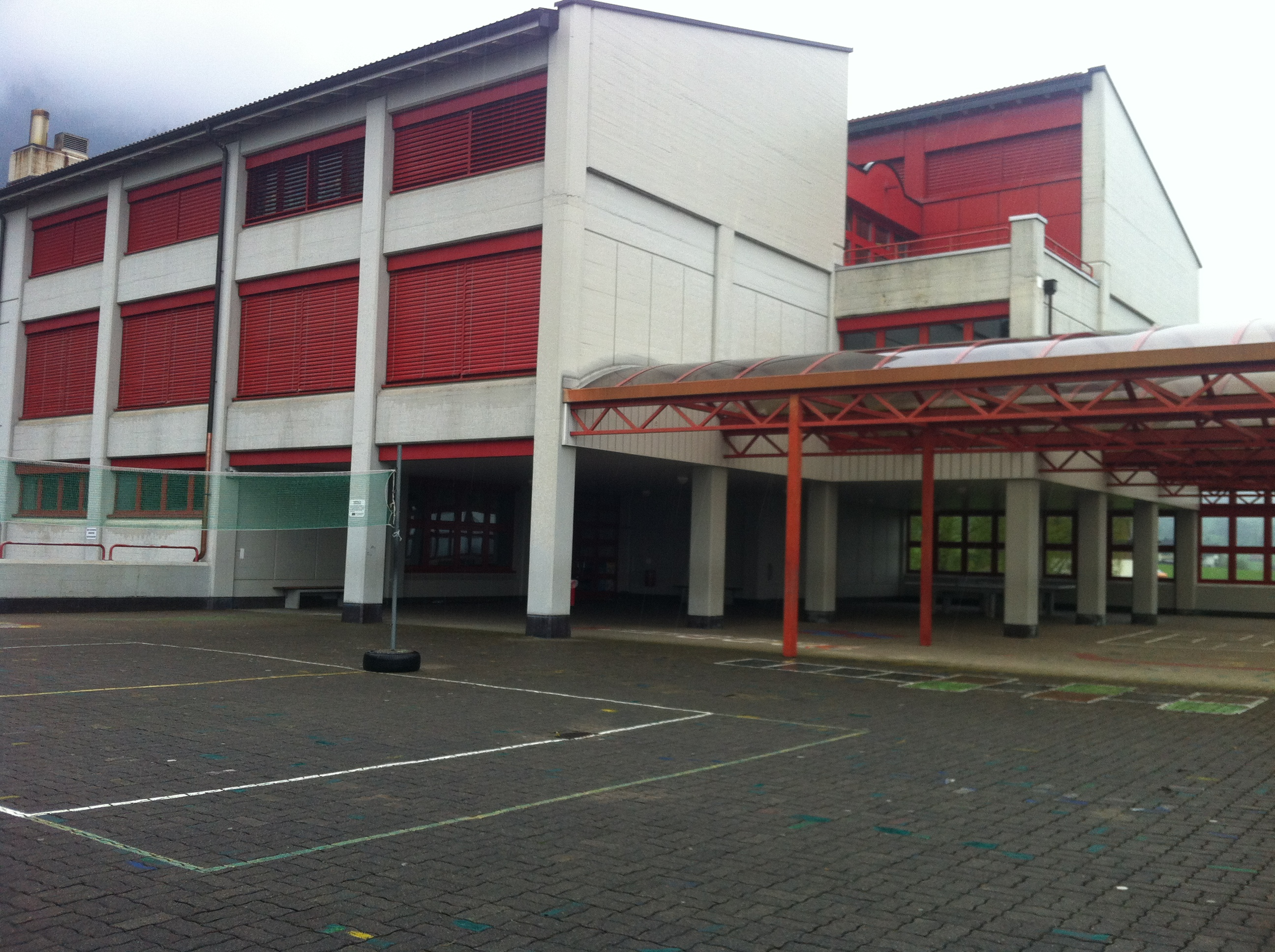
Škola

Většina obyvatel (k roku 2000) hovoří německy (85,0 %), druhá nejčastější je albánština (3,6 %) a třetí srbochorvatština (3,6 %).

## Hospodářství
Průmyslové využití vodní síly řeky Wägitaler Aa získalo v 19. století regionální význam. Tkalcovna postavená v Siebnenu byla rodištěm tkalcovských stavů Honegger. V roce 1921 byla založena elektrárna Wägital AG a obec je od té doby chráněna před povodněmi přehradou.

## Doprava
Díky dálničním křižovatkám na dálnici A3 v Lachenu a Reichenburgu má Schübelbach dobré silniční spojení s curyšskou aglomerací.
Železniční zastávky Siebnen-Wangen a Schübelbach-Buttikon leží na trati Curych–Ziegelbrücke a zajišťují spojení díky linkám S-Bahn. Spojení s okolními obcemi (autobusová linka Pfäffikon–Reichenburg) zajišťují také autobusy Postauto.